# Andrea Seel
Andrea Seel (* 23. Juli 1962 in Linz) ist eine österreichische Pädagogin und Hochschullehrerin.

## Leben
Andrea Seel maturierte 1980 am Bundesrealgymnasium in Linz und legte 1983 an der Pädagogischen Akademie der Diözese in Linz die Lehramtsprüfung für Volksschulen ab. Anschließend studierte sie bis 1987 an der Karl-Franzens-Universität Graz zuerst das Diplomstudium der Erziehungswissenschaften in Verbindung mit einer Kombination der Wahlfächer Psychologie, Soziologie und Philosophie, bevor sie dort 1995 zur Doktorin der Philosophie im Fachbereich Pädagogik promovierte. Bereits während ihres Doktoratsstudiums arbeitete sie als wissenschaftliche Mitarbeiterin, Vertragsassistentin und Universitätslektorin (bis 2016) am Institut für Erziehungswissenschaften an der Uni Graz mit. 1991 begann ihre Laufbahn an der Pädagogischen Akademie der Diözese Graz-Seckau als Vertragslehrerin. 2001 bis 2006 fungierte sie dann als Leiterin des Interdisziplinären Instituts für Forschung und Entwicklung (IFE), von 2006 bis 2019 als Vizerektorin für die Aus-, Fort- und Weiterbildung von literarischen Lehrern und sonstigen pädagogischen Berufen und 2019 wurde sie als Rektorin der Privaten Pädagogischen Hochschule Augustinum, vormals Kirchliche Pädagogische Hochschule der Diözese Graz-Seckau, inauguriert.
Ihr Bemühen um die fachliche und institutionelle Weiterentwicklung der österreichischen Bildungsforschung zeigt sich u. a. in ihrer langjährigen Vorstandstätigkeit in der Österreichischen Gesellschaft für Forschung und Entwicklung im Bildungswesen (ÖFEB): 2000 startete sie als stellvertretende Vorstandsvorsitzende, von 2004 bis 2007 war sie Vorsitzende der Sektion Empirische Pädagogische Forschung, von 2007 bis 2009 Vorsitzende der Sektion LehrerInnenbildung und LehrerInnenbildungsforschung und von 2009 bis 2015 Vorsitzende der gesamten Gesellschaft. Von 2015 bis 2023 war sie Vorstandsmitglied der Internationalen Gesellschaft für Schulpraktische Studien und Professionalisierung (IGSP) und von 2022 bis 2023 stellvertretende Vorsitzende der Rektorinnen- und Rektorenkonferenz der österreichischen Pädagogischen Hochschulen (RÖPH).

## Arbeits- und Forschungsschwerpunkte
Andrea Seel’s Forschungs- und Publikationstätigkeit konzentriert sich auf Lehrerbildung, Unterrichtsplanung und Lehrerforschung. Dementsprechend war bzw. ist sie Mitherausgeberin mehrerer Publikationsreihen wie den Österreichischen Beiträgen zur Bildungsforschung (2004–2015), der Buchreihe Erfolgreich im Lehrberuf (gemeinsam mit Michael Schratz, 2006–2013), der Schriftenreihe Schulpraktische Studien und Professionalisierung (2016–2017) und dem journal für lehrerInnenbildung (seit 2009). 2015 und 2018 war sie Mitherausgeberin des 2. Bandes des Nationalen Bildungsberichts mit fokussierten Analysen bildungspolitischer Schwerpunktthemen.

## Belege
1. ↑  Inauguration von Andrea Seel. Abgerufen am 26. März 2024.
2. ↑  Internationale Gesellschaft für Schulpraktische Studien und Professionalisierung (IGSP). Abgerufen am 26. März 2024.
3. ↑  Beiträge zur Bildungsforschung. Abgerufen am 26. März 2024.
4. ↑  Erfolgreich im Lehrberuf. Abgerufen am 26. März 2024.
5. ↑  Schulpraktische Studien und Professionalisierung. Abgerufen am 26. März 2024.
6. ↑  journal für lehrerInnenbildung. Abgerufen am 26. März 2024.
7. ↑  Nationale Bildungsberichterstattung. Abgerufen am 26. März 2024.

| Personendaten    | Personendaten                                 |
| ---------------- | --------------------------------------------- |
| NAME             | Seel, Andrea                                  |
| KURZBESCHREIBUNG | österreichischer Pädagoge und Hochschullehrer |
| GEBURTSDATUM     | 23. Juli 1962                                 |
| GEBURTSORT       | Linz                                          |